# Mongolische Snooker-Meisterschaft
Die mongolische Snooker-Meisterschaft ist ein nationales Snookerturnier zur Ermittlung des mongolischen Meisters, das seit 1998 vom Mongolyn Biljjardyn Cholboo (deutsch: Mongolischer Billardverband) ausgetragen wird.

## Geschichte
Die mongolische Snooker-Meisterschaft wird seit 1998 vom Mongolyn Biljjardyn Cholboo ausgetragen und findet jährlich statt. Neben der Meisterschaft der Herren gibt es ferner eine Damen-Meisterschaft, eine Meisterschaft für 40 bis 59 Jahre alte Personen und eine Ü60-Meisterschaft. Ebenso wird eine Premier League als länger andauerndes Turnier sowie eine Meisterschaft im Six-Red-Snooker ausgetragen.
Die Quellenlage für die mongolische Meisterschaft ist sehr lückenhaft, weshalb sich nur von einigen Ausgaben der Herren-Meisterschaft die Ergebnisse finden lassen. Neben den unten aufgeführten Ausgaben ist auch eine Ausgabe für 2018 zweifelsfrei nachgewiesen. Demnach habe während des Turnieres Enchbaataryn Enchdschargal ein 128er-Break gespielt, der Sieger des Turnieres ist allerdings unbekannt.

## Sieger
| Jahr | Sieger                               | Ergebnis  | Finalist                 | Halbfinalisten               |
| ---- | ------------------------------------ | --------- | ------------------------ | ---------------------------- |
| 2013 | Lagnaidordschiin Delgerdalai         | unbekannt | T. Enchdschargal         | Baldandordschiin Batsüch     |
| 2014 | Öldsiitogtochyn Dawaasüren           | unbekannt | Dschamsran Enchtör       | Otschirbalyn Lchagwadordsch  |
| 2014 | Öldsiitogtochyn Dawaasüren           | unbekannt | Dschamsran Enchtör       | Baldandordschiin Batsüch     |
| 2015 | Dordschdschantsangiin Damdindschamts | 4:2       | Baldandordschiin Batsüch | Öldsiitogtochyn Dawaasüren   |
| 2015 | Dordschdschantsangiin Damdindschamts | 4:2       | Baldandordschiin Batsüch | B. Tsedendamba               |
| 2017 | Tömörtschödöriin Lchagwasüren        | 4:3       | B. Tsedendamba           | Öldsiitogtochyn Dawaasüren   |
| 2017 | Tömörtschödöriin Lchagwasüren        | 4:3       | B. Tsedendamba           | Lagnaidordschiin Delgerdalai |
| 2019 | Enchbaataryn Enchdschargal           | 4:2       | Batdelgeriin Sergelen    | unbekannt                    |